# Kinh điển Cảnh giáo

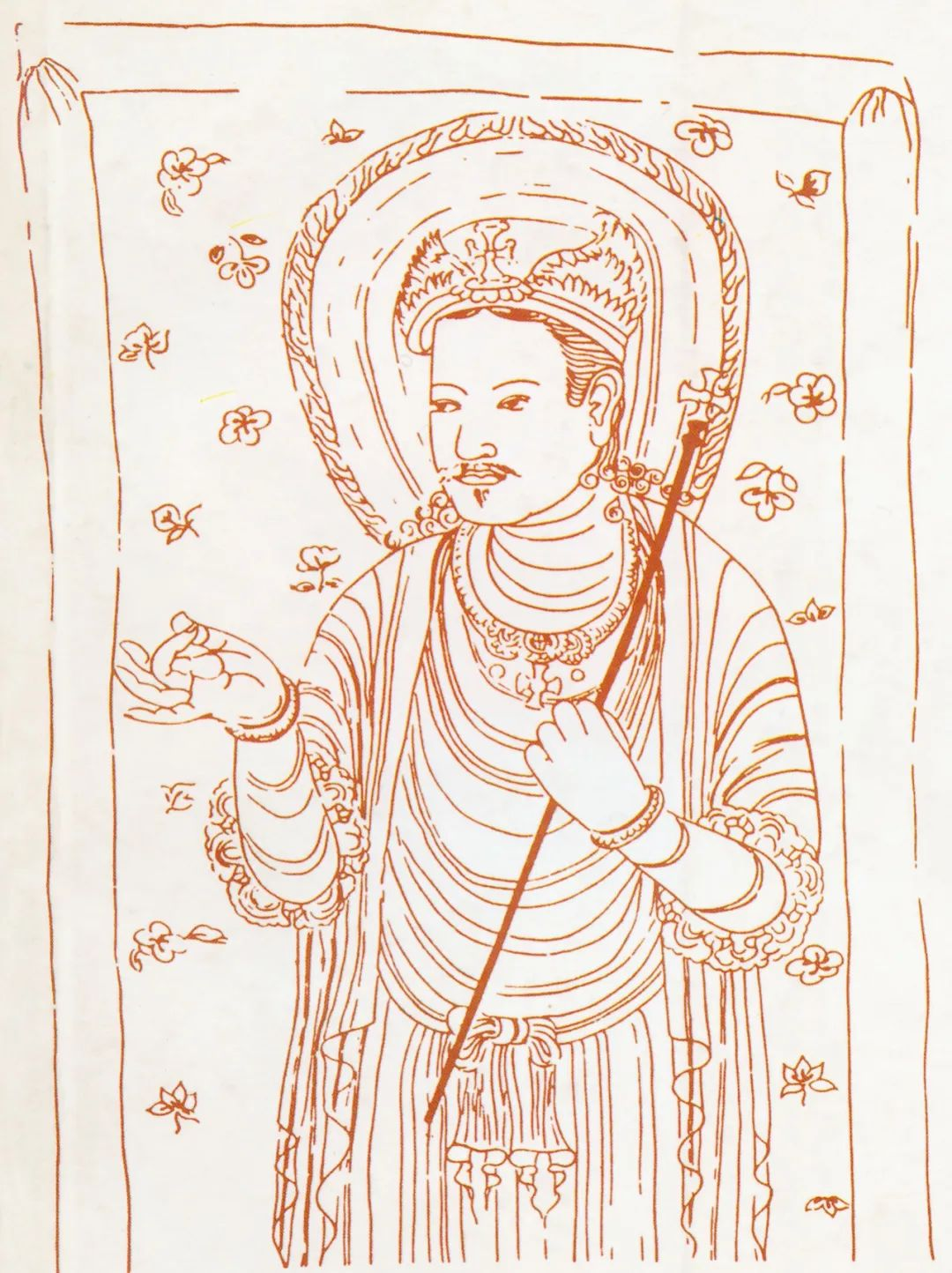
Bản phục dựng bức tranh Chúa Kitô trong hang Mạc Cao. Tác phẩm ban đầu có niên đại từ thế kỷ 9.

Kinh điển Cảnh giáo (tiếng Trung: 景教經典; bính âm: Jǐngjiào jīngdiǎn, còn gọi là Kinh điển Nestorius hay Khế kinh Đức Chúa Giêsu) là một tuyển tập nhiều văn bản tôn giáo được viết bằng tiếng Trung Quốc có liên quan đến sứ vụ truyền giáo của ông Alopen, một giám mục Giáo hội Phương Đông sống vào thế kỷ 7 tại miền Asoristan, Đế quốc Sasan và một tu sĩ tên là Adam, sống vào thế kỷ 8. Tập thủ bản này có niên đại trong khoảng từ năm 635 (là năm ông Alopen đặt chân đến Trung Quốc) đến năm 1000 (là năm mà hang Mạc Cao gần thành phố Đôn Hoàng – nơi người ta phát hiện ra cuốn Kinh điển Cảnh giáo – bị niêm phong lại).
Cho tới năm 2011, người ta đã phát hiện được rằng bốn trong năm tập thủ bản của Kinh điển Cảnh giáo đang được lưu giữ trong một bộ sưu tập tư nhân tại Nhật Bản, mà tập thủ bản còn lại thì đang được cất giữ tại thành phố Paris nước Pháp. Ngôn ngữ được dùng trong Kinh cũng như nội dung của Kinh phản ánh nhiều mức độ khác nhau của quá trình tương tác với văn hóa Trung Quốc, bao gồm việc sử dụng những thuật ngữ thuần Phật giáo và Đạo giáo.